# Callopistria venata
Callopistria venata là một loài bướm đêm trong họ Noctuidae.